# 柳承敏
柳承敏（韓語：유승민，1982年8月5日—），韩国男子乒乓球运动员、体育官员，2019年-2024年间任大韩民国乒乓球协会会长，2025年起任大韩体育会会长。2004年9月世界排名第2，为南韓桌球界裡历史排名最高者。2004年雅典奥运会乒乓球男子单打金牌得主。

## 体育生涯
柳承敏9歲開始打球，是典型的傳統日式直拍单面拉選手，在发球质量，落点意识和击球质量上高于前辈金泽洙、刘南奎。2001年6月，柳承敏加盟中国乒乓球超级联赛四川队，成为中国乒坛第一位外援，当时四川队主教练肖战曾表示引进柳承敏的目的是为了增强球队第三单打的实力。柳承敏在2004年雅典奥运会準決賽中擊敗1992年夏季奧林匹克運動會冠軍華德納（Jan-Ove Waldner），其後在決賽上以凶悍的进攻擊敗賽前普遍被看好的中國球員王皓，奪得桌球球男子單打金牌，是自21世紀開始迄今唯一一位在奧運會奪得桌球單打項目金牌的非中國選手。
2007年是柳承敏繼2004後狀態最好的一年。世錦賽中，1/4決賽時以4：0橫掃波爾，半決賽卻不敵王勵勤，收獲銅牌。世界杯賽中，於1/4決賽以4：1擊敗馬琳，半決賽又以4：2戰勝王勵勤，殺入決賽。決賽中，他再次面對王皓，但王皓吸取了奧運會決賽中失利的教訓，以4：0橫掃柳承敏，柳只得苦吞銀牌，也沒能重現05年波爾連勝此三人的壯舉。
2008年北京奧運會乒乓球賽事中，柳承敏在男单第三轮比赛中以2比4不敵中國香港隊高禮澤，無緣衛冕金牌。
2009年以後，國際乒壇進入「無機膠水」時代，這一轉變讓柳承敏的戰績不斷下滑。
2011年，狀態大不如前的柳承敏迎來了爆發的契機——他於鹿特丹世乒賽男單比賽中3：4負於王皓，柳承敏一度3：2領先，後來被王皓扳回一局。決勝局，王皓發揮其直板橫打的優勢，擊敗柳承敏。這是柳承敏在世錦賽的舞臺上，發揮最出色的一場比賽。
2012年，柳承敏因其世界單打排名位列另外兩名韓國選手吳尚垠、朱世赫之後，無緣倫敦奧運會乒乓球單打賽事，只作為韓國隊的成員之一參加團體比賽。最終，三人領銜的韓國隊連克強敵，殺入到團體決賽，獲得該屆賽事的亞軍。
2013年6月，結束德國聯賽之後，柳承敏正式退役。

## 退役后
2014年，柳承敏出任仁川亞運韓國國家隊教練。

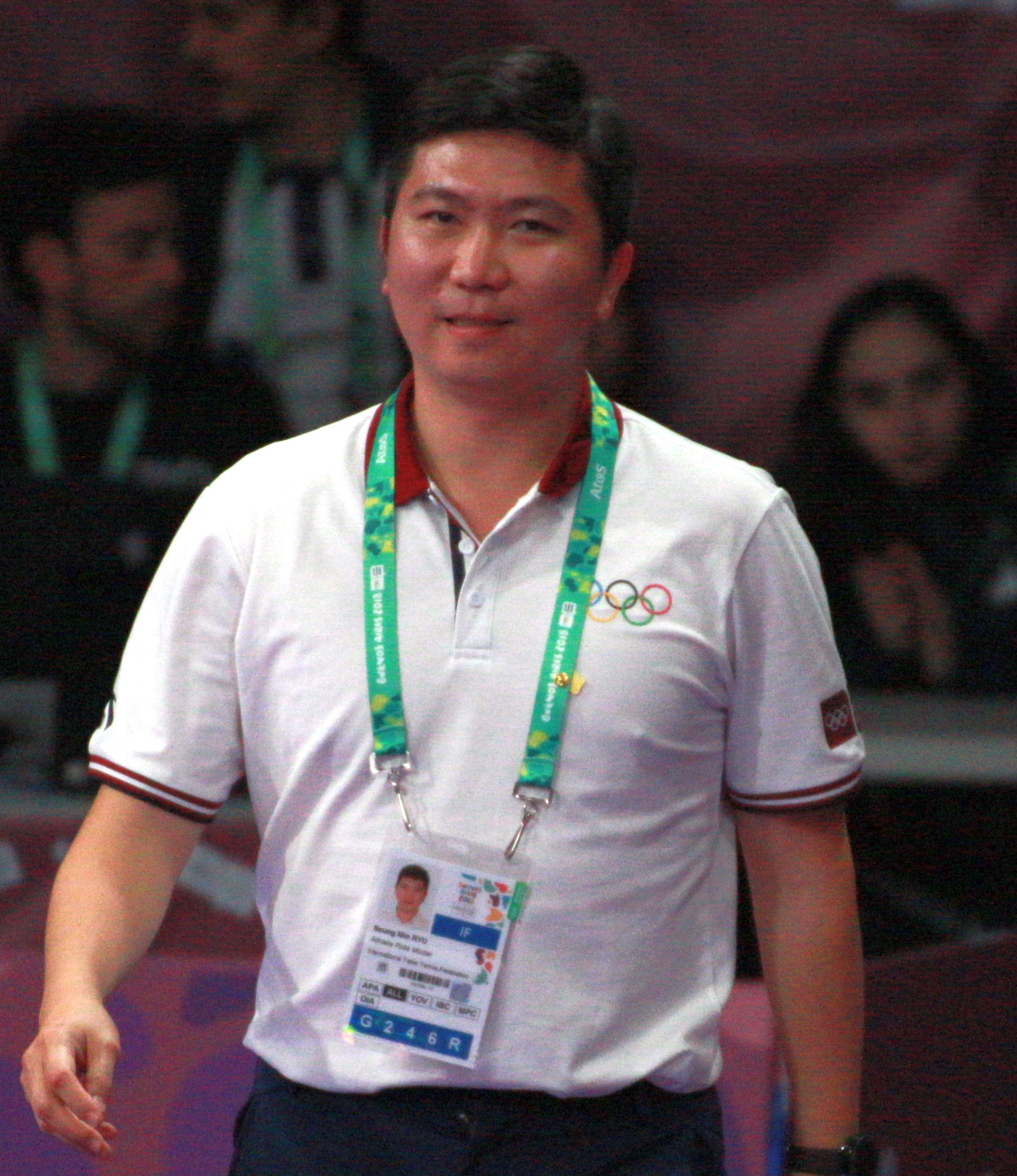
2018年

2016年8月当选国际奥委会运动员委员会委员及国际奥林匹克委员会委员，任期8年；2024年届满卸任。
2019年-2024年间，任大韩民国乒乓球协会会长。
2025年2月，当选大韩体育会会长。

## 家庭状况
柳承敏2011年和电视主持人李伦姬结婚，育有二子。

## 技术特点
柳承敏在发球，抢攻与台内控制上将日式直拍推向了巅峰，不同于之前的日直选手，柳承敏的小球技术十分细腻，凭借一手迷惑性极强的发球和质量极高的摆短，为自己的抢攻创造机会。
由于反手无法制造强烈旋转，导致进攻威胁小，防守亦容易吃旋转，所以柳承敏的步法非常出色，凭借着中近台惊人的移动速度，进行全方位高质量的正手进攻。因其将正手威力發揮得淋漓盡致，讓他被称为日式直拍的集大成者，正手的回擊加上速度，常常讓他的對手反應不及，他之所以在奧運會拿下金牌，光技術這點讓他非常吃香，靈活的身法加上犀利的弧圈球，讓他衝上高峰。
早期的柳承敏以全台正手进攻为主，虽然对体能与状态的要求很高，但若是完全发挥出来，柳承敏的竞技水平足以战胜同时期任何一名选手。有机时代后期，针对单面直拍压反调正的技术体系趋于成熟，柳承敏也不再盲目追求正手进攻，而是加强了推挡与反手攻等单面反手技术的使用，培养出一套更为完善全面的单面拉技术体系，让他在07年再次迎来生涯巅峰。
在无机以及之后的塑膠球时代，反手拧拉技术的成熟极大地限制了日式直拍正手的发挥，往往发球后对方拧拉，直接进入上旋球相持，单面拉打法容易陷入被动。现在的国际乒坛，青少年选手选择这种打法的人已然寥寥无几。